# Randia laevigata
Randia laevigata är en måreväxtart som beskrevs av Paul Carpenter Standley. Randia laevigata ingår i släktet Randia och familjen måreväxter. Inga underarter finns listade i Catalogue of Life.